# Alexandre De Maio
Alexandre De Maio é um repórter e ilustrador brasileiro, conhecido por ser um dos pioneiros do jornalismo em quadrinhos no Brasil. Nascido em 1978, em São Paulo, aos 21 anos começou sua carreira editando a revista Rap Brasil. É autor do livro Raul (2018) e vencedor dos prêmios Tim Lopes e Amico Rom.
Em 2006 lançou sua primeira história em quadrinhos Os inimigos não mandam flores (Ed. Pixel), com textos do escritor Ferréz. A partir de 2010 passou a desenvolver o jornalismo em quadrinhos em veículos como O Estado de S. Paulo, Folha de S. Paulo, Catraca Livre, Veja, Revista Fórum e, especialmente, a Agência Pública, onde ganhou o Prêmio Tim Lopes de Jornalismo Investigativo, em 2013, pela reportagem “Meninas em jogo” sobre exploração sexual infantil.
No mesmo ano publicou o livro em quadrinhos Desterro (Ed. Anadarco), sobre a vida na periferia. Em 2014 teve sua primeira reportagem em quadrinhos republicada na França na revista Courrier e foi finalista em duas categorias no Prêmio Abril de Jornalismo.
Em 2015 produziu uma série de quadrinhos especiais sobre as olimpíadas para a Veja  e o UOL, e foi finalista em 3 categorias no "Prêmio Gabriel Gárcia Marquéz" de Jornalismo com a reportagem "Meninas em Jogo", realizada em parceria com a jornalista Andrea Dip para a Agência Pública.
No final de 2015 o quadrinho Desterro foi lançado na França com o título Favela Chaos (Ed. Anacaona). Em 2016 ilustrou o livro Génération Favela para editora francesa Ateliers Henry Dougier e publicou uma reportagem no livro Je Suis Rio (Ed. Anacaona). Em 2017 ganhou o primeiro lugar na categoria desenho do prêmio Amico Rom na Itália.  Em 2018 lançou seu primeiro livro solo de jornalismo em quadrinhos, intitulado Raul, pela editora Elefante.
Tem desenvolvido oficinas, exposições e palestras sobre jornalismo em quadrinhos e já publicou mais de 40 matérias em quadrinhos. Em 2018 lançou de forma digital a HQ Unaí nunca mais, retratando a chacina de Unaí, ocorrida no Minas Gerais, que originou a data que reforça a luta contra ao trabalho escravo no Brasil. Em maio de 2021, participou da série Aprisionadas do Jornal da Record, usando a linguagem do jornalismo em quadrinhos.